# Attignat-Oncin
Attignat-Oncin är en kommun i departementet Savoie i regionen Auvergne-Rhône-Alpes i sydöstra Frankrike. Kommunen ligger i kantonen Les Échelles som tillhör arrondissementet Chambéry. År 2022 hade Attignat-Oncin 572 invånare.

## Befolkningsutveckling
Antalet invånare i kommunen Attignat-Oncin
| Referens: INSEE |